# ジョージ・ロジャース・クラーク・フロイド
ジョージ・ロジャース・クラーク・フロイド（英語: George Rogers Clark Floyd、1810年9月13日 – 1895年5月7日）は、アメリカ合衆国の政治家、実業家。ウィスコンシン準州の州務長官（1843年–1846年）、ウェストバージニア州下院議員（1872年–1873年）を務めた。

## 家族
フロイドは1810年にバージニア州クリスチャンズバーグにて誕生。父親は元バージニア州知事ジョン・フロイド、母親はモントゴメリー出身のレリティア・プレストン（Letitia Preston、1779年–1852年）であった。兄はバージニア州知事やアメリカ合衆国陸軍長官を務めたジョン・ブキャナン・フロイド。フロイドは1865年にエレン・ミード（Ellen Meade、1835年–1867年）と結婚し、子を8人もうけた。次男ジョン・B・フロイドはウェストバージニア州上院議員および下院議員を務めた。

## 経歴
1843年10月30日、ジョン・タイラー大統領はフロイドをウィスコンシン準州の州務長官に任命し、1846年2月24日の後任者任命まで在任した。フロイドはウィスコンシン準州のデーン郡に暮らし、1846年から1847年までデーン郡民兵隊の大佐を務めた。その後フロイドはバージニア州ワイス郡に戻り、そこで農場主となった。フロイドはケンタッキー州ウォーフィールドで石炭と塩の不動産経営をしたが、事業はうまくいかなかった。1852年7月12日、アイオワ州選出の連邦上院議員オーガスタス・C・ドッジは「かつてのウィスコンシン準州州務長官ジョージ・R・C・フロイドの救済、および債務保証等…」という理由で連邦上院に共同決議を提起し、財政委員会に付託した。決議案は上院を通過し、1852年7月27日に連邦下院へ送付された。1857年3月3日、フロイドは自身の資産を兄のジョン・ブキャナン・フロイドに売却してウェストバージニア州ローガン郡に移り、かねてから興味を持っていた鉱物や木材の資産管理を行った。1872年、フロイドはウェストバージニア州下院議員に当選。選挙直後に召集された第11ウェストバージニア州議会に出席し、1973年12月の休会まで州下院議員を務めた。